# محمد أبو نصار
محمد حسين أبو نصار فنان يمني من أسرة حميد الدين التي حكمت اليمن قبل 26 سبتمبر 1962م، غنى جميع الألوان اليمنية وله العديد من الأغاني التي كتبها ولحنها بنفسه وهو من أشهر الفنانين حيث انتشرت أغانيه في جميع الأوساط اليمنية.
كما كان له الشاعر الخاص به الذي أغلب أغانيه من كلماته وهو «يحيى حسين» أخوه.
تعرض للحبس الذي أجبره على مغادرة صنعاء والالتحاق بباقي أسرته في صعدة ورازح وحجة والأهنوم ومأرب والجوف، مما ساعده ذلك على تنويع البناء الفني لديه.
حيث كان أول ظهور له في الإذاعة الملكية بعد أن كان يغني سراً خوفاً من أسرته التي كانت تتميز بالورع والعلم والفقه، لكن بروزه الفني جعل أسرته وعلماء المملكة المتوكلية اليمنية يدعمونه للغناء في الإذاعة
لم توثق أغلب أغانيه بسبب الأغاني التي أصدرها معارضاً للحكومة والحكم في اليمن، ولذلك همش بشكل كبير. وقد أستغل معظم الفنانون الشباب في اليمن والخليج هذا التهميش وذلك بسرق ألحانه وأغانيه ونسبوها لأنفسهم.
هجرته إلى السعودية ساعدته في التعرف على الفن الحجازي والنجدي والتراث الجنوبي
ومن هناك اتصل بعدد من الفنانين مثل طارق عبد الحكيم وعمر كدرس واتصل به عدد آخر مثل طلال مداح ومحمد عبده .
ولأنه كان متصلاً باليمن واليمنيين وتصله كل أخبار معاناتهم قام بإخراج عدد من الأعمال السياسية في السبعينات من المهجر، والتي جعلته ممنوعاً وغير مرحباً به في اليمن، ومُنعت أغانيه من قِبَل الحكومة اليمنية في تلك الفترة
أطال البقاء في الطائف كثيراً ثم عاد إلى اليمن بعد أزمة الخليج بوعد من رئيس الجمهورية السابق علي عبد الله صالح بعدم التعرض له، ووعد منه بعدم تكرار الأعمال السياسية
في عام 1994م وهو في اليمن أصابته جلطة دماغية سببت له الشلل النصفي ونقله أبناؤه إلى السعودية وتم علاجه هناك
توفي بعد تسع سنوات من نقله إلى السعودية للعلاج وذلك في 6 ديسمبر عام 2003 م عن عمر يناهز الثالثة والستين سنة